# TuxOnIce
TuxOnIce (antes conocido como Suspend2) es una implementación de la característica «suspensión de disco», o hibernación la cual está disponible como parches del kernel Linux 2.6. Durante el desarrollo del kernel 2.5, Pavel Machek hizo un fork de la rama original obsoleta de swsusp (el cual estaba en la beta 10) y luego lo fusionó con el kernel vanilla, mientras el desarrollo de la línea swsusp/Suspend2/TuxOnIce continuó. TuxOnIce incluye soporte para SMP, memoria alta y multitarea apropiativa. Sus mejores ventajas sobre swsusp son:
- Posee una arquitectura extensible que permite transformaciones arbitrarias en la imagen;
- Prepara la imagen y reserva el espacio antes de realizar cualquier guardado siendo muy cuidadoso, resultando más fiable;
- Sus módulos para escribir la imagen han sido diseñados para se más rápidos, combinando la E/S asíncrona, multihilo y compresión LZF en su configuración por defecto para leer y escribir la imagen lo más rápido que el hradware soporte;
- Tiene una comunidad activa que brida soporte a través de la wiki, listas de correo y un canal de IRC (mira el sitio web de TuxOnIce);
- Es más flexible y configurable (via /sys/power/tuxonice interface);
- Mientras las implementaciones actuales de swsusp (y uswsusp) soportan escribir la imagen solamente en un disco swap, TuxOnIce soporta múltiples discos en cualquier combinación de archivos swap y discos swap. También puede escribir la imagen en un archivo ordinario, evitando posibles pequeños problemas en librear la memoria cuando se prepara para suspender;
- Soporta cifrado por varios métodos;
- Puede guardar una imagen completa de la memoria RAM, mientras uswsusp y swsusp escribe máximo la mitad de la memoria RAM.

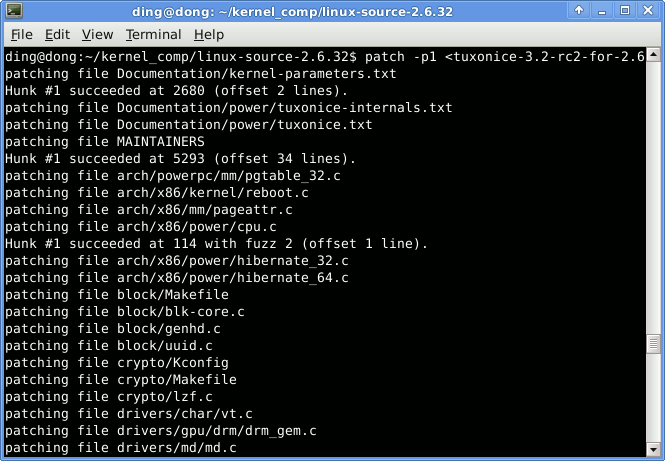
Instalando TuxOnIce en el kernel

TuxOnIce fue originalmente llamado 'Suspend2' porque después los lanzamientos beta (por el tiempo en que Pavel bifurcó el código base), había una versión 1.0 y una versión 2.0. El nombre 'Suspend2'surgió como una contracción de 'Software Suspend 2.x'.